# John MacEwan
John J. MacEwan (* 6. Dezember 1878 in Egmondville, Ontario, Kanada; † 1. Februar 1964 in Los Angeles County, Kalifornien, USA) war ein US-amerikanischer Fußballspieler und -funktionär. Im Jahre 1953 wurde er in der Kategorie „Funktionär“ in die National Soccer Hall of Fame aufgenommen.

## Leben und Karriere
John J. MacEwan wurde am 6. Dezember 1878 in dem historischen Dorf Egmondville, das heute Teil der Gemeinde von Seaforth ist, in der kanadischen Provinz Ontario geboren. In noch jungen Jahren kam er in die Vereinigten Staaten, wo er in Cleveland, Ohio, seine Karriere als Fußballspieler startete. Später war er unter anderem Administrator des Fodor Club, eines Fußballvereins, der im Jahre 1922 das Halbfinale des National Challenge Cup erreichte. In weiterer Folge wurde er Präsident der Cleveland League und später der Ohio State Association. In den Jahren 1934 bis 1936 agierte er als dritter Vizepräsident der United States Football Association aus Ohio, ehe er, nach dem Zweiten Weltkrieg nach Michigan zog, um dort als Sekretär für die Michigan Commission und als Commissioner des bereits erwähnten National Challenge Cups zu arbeiten. Die Funktion als Commissioner übte er die nachfolgenden elf Jahre aus und war nebenbei auch noch Kolumnist der National Soccer News, ehe er früh im Jahre 1953 vom US-Fußballverband für sein Lebenswerk um den US-Fußball ausgezeichnet und in der Kategorie „Funktionär“ in die National Soccer Hall of Fame aufgenommen wurde. 1956 kehrte er wieder nach Ohio zurück, wo er im Jahre 1958 erneut zum Präsidenten der Ohio State Association gewählt wurde. In diesem Amt war er danach noch bis 1959 aktiv, ehe er aus gesundheitlichen Gründen im Alter von 80 Jahren Arbeit niederlegte und von dieser Position zurücktrat. Er verstarb daraufhin am 1. Februar 1964, in seinem 86. Lebensjahr, im Los Angeles County in Kalifornien.